# العلاقات الإكوادورية البولندية
العلاقات الإكوادورية البولندية هي العلاقات الثنائية التي تجمع بين الإكوادور وبولندا.

## مقارنة بين البلدين
هذه مقارنة عامة ومرجعية للدولتين:
| وجه المقارنة                                              | الإكوادور                      | بولندا                                                                             |
| --------------------------------------------------------- | ------------------------------ | ---------------------------------------------------------------------------------- |
| المساحة (كم2)                                             | 283.56 ألف                     | 312.68 ألف                                                                         |
| عدد السكان (نسمة)                                         | 16.62 مليون                    | 38.43 مليون                                                                        |
| الكثافة السكانية (ن./كم²)                                 | 58.61                          | 122.91                                                                             |
| العاصمة                                                   | كيتو                           | وارسو                                                                              |
| اللغة الرسمية                                             | اللغة الإسبانية، كيشوا ‏، شوار ‏ | اللغة البولندية                                                                    |
| العملة                                                    | دولار أمريكي، سوكري إكوادوري   | زلوتي بولندي                                                                       |
| الناتج المحلي الإجمالي (بليون دولار)                      | 103.06 مليار                   | 524.51 مليار                                                                       |
| الناتج المحلي الإجمالي (تعادل القوة الشرائية) بليون دولار | 185.24 مليار                   | 1.02 تريليون                                                                       |
| الناتج المحلي الإجمالي الاسمي للفرد دولار أمريكي          | 6.21 ألف                       | 12.55 ألف                                                                          |
| الناتج المحلي الإجمالي للفرد دولار أمريكي                 | 11.37 ألف                      | 26.14 ألف                                                                          |
| مؤشر التنمية البشرية                                      | 0.746                          | 0.843                                                                              |
| رمز المكالمات الدولي                                      | +593                           | +48                                                                                |
| رمز الإنترنت                                              | .ec                            | .pl                                                                                |
| المنطقة الزمنية                                           | 00                             | توقيت وسط أوروبا، ت ع م+01:00، ت ع م+02:00، أوروبا/وارسو ‏، توقيت وسط أوروبا الصيفي |

## مدن متوأمة
في ما يلي قائمة باتفاقيات التوأمة بين مدن إكوادورية وبولندية:
- ترتبط كيتو مع كراكوف باتفاقية توأمة.

## منظمات دولية مشتركة
يشترك البلدان في عضوية مجموعة من المنظمات الدولية، منها:
| علم المنظمة | اسم المنظمة                        | تاريخ انضمام الإكوادور | تاريخ انضمام بولندا |
| ----------- | ---------------------------------- | ---------------------- | ------------------- |
|             | مؤسسة التنمية الدولية              | 7 نوفمبر 1961          | 28 أكتوبر 1960      |
|             | يونسكو                             | 22 يناير 1947          | 6 نوفمبر 1946       |
|             | وكالة ضمان الاستثمار متعدد الأطراف | 12 أبريل 1988          | 29 يونيو 1990       |
|             | الأمم المتحدة                      | 21 ديسمبر 1945         | 24 أكتوبر 1945      |
|             | الفريق المعني برصد الأرض           | ?                      | ?                   |
|             | الاتحاد البريدي العالمي            | ?                      | 1 مايو 1919         |
|             | البنك الدولي للإنشاء والتعمير      | 28 ديسمبر 1945         | 27 يونيو 1986       |
|             | المنظمة الهيدروغرافية الدولية      | ?                      | ?                   |
|             | الاتحاد الدولي للاتصالات           | 17 أبريل 1920          | 1921                |
|             | منظمة حظر الأسلحة الكيميائية       | ?                      | ?                   |
|             | مؤسسة التمويل الدولية              | 20 يوليو 1956          | 29 ديسمبر 1987      |
|             | منظمة التجارة العالمية             | ?                      | 1 يوليو 1995        |
|             | منظمة الشرطة الجنائية الدولية      | ?                      | ?                   |

## وصلات خارجية
- موقع وزارة الخارجية الإكوادورية
- موقع وزارة الخارجية البولندية